# ジュニア世界選手権自転車競技大会
ジュニア世界選手権自転車競技大会(UCI Juniors World Championships)は、満17歳〜満18歳の選手による自転車競技の世界選手権大会。国際自転車競技連盟(UCI)が主催している。

## 概要
1975年に、ロードレースとトラックレースの各部門を包括した大会として開始されたが、1997年〜2004年までは、ロードレースについては、世界選手権自転車競技大会ロードレースの一種目として実施され、2005年〜2010年までは再び当大会にて実施した。しかし2011年より、再度世界選手権自転車競技大会ロードレースの一種目として実施することになったため、同年以降は、トラックレースの開催のみとなった。
したがって、当稿ではトラックレースの歴代上位入賞者を記すこととし、ロードレースについては、世界選手権自転車競技大会・カテゴリー別ロードレース歴代優勝者にて記すこととした。

## 歴代優勝者・上位入賞者

### 男子

#### マディソン
| 年   | 優勝                                                         | 2位                                                          | 3位                                                                      |
| 2002 | フランス トム・ティブリエ マテュー・ラダニュー               | オーストラリア ジョナサン・クラーク クリストファー・サットン | ドイツ フローリアン・ピーパー ゼバスティアン・フレイ                     |
| 2003 | ロシア ミハイル・イグナティエフ ニコライ・トルソフ           | ドイツ マルセル・バルト レオナルド・パパラルド               | オランダ ニールス・ピータース ウィム・ストルティンハ                     |
| 2004 | オーストラリア マイルス・オルマン マシュー・ゴス             | ベルギー ティム・メルテンス ティム・ルルス                   | フランス ジェレミ・ブソン テュアニュア・ザン                             |
| 2005 | ロシア アレクセイ・シリャエフ アンドレイ・クリュエフ         | ドイツ マルセル・カルツ ノルマン・ディムデ                   | オーストラリア キャメロン・マイヤー ミッチェル・ピアソン                 |
| 2006 | オーストラリア キャメロン・マイヤー トラヴィス・マイヤー     | オランダ ピム・リフトハルト イェフ・フェルムレン             | イタリア ファブリツィオ・ブラッジョン エリア・ヴィヴィアーニ             |
| 2007 | ロシア アレクサンドル・ペトロヴスキー エヴゲニー・コヴァレフ | オーストラリア リー・ハワード グレン・オシェイ               | コロンビア · エドウィン・アビラ · ハイメ・ラミレス                       |
| 2008 | オーストラリア トーマス・パルマー ルーク・デーヴィソン       | ベルギー トシュ・ファン・デル・サンデ ハイス・ファン・フック | スイス シルヴァン・ディイエ クラウディオ・イムホフ                       |
| 2009 | オーストラリア アレックス・カーヴァー ルーク・ダーブリッジ   | ベルギー ヨヒェン・デウェール ハイス・ファン・フック         | デンマーク · クリスティアン・クロイツフェルト · ゼバスティアン・ランダー |
| 2010 | イギリス サイモン・イェーツ ダニエル・マクレイ               | ロシア ロマン・イヴレフ キリル・スヴェシュニコフ             | フランス ステファヌ・ルモワーヌ ヨアン・ヴェラルド                       |
| 2011 | オーストラリア アレクサンダー・エドモンソン ジャクソン・ロー | ニュージーランド アレックス・フレーム フレイザー・ゴフ       | スペイン フリオ・アモレス ホセ・ロメロ・アロンソ                         |

#### ポイントレース
| 年   | 優勝                               | 2位                              | 3位                                  |
| 1975 | ヘンリー・リンクリン               | M.マリコヴィチュ                 | エディ・トルフス                     |
| 1976 | リュディーガー・ライトロフ         | イェンス・シュレーダー           | P. トッレサン                        |
| 1977 | ミロスラフ・ユネツ                 | リュディーガー・ライトロフ       | アラン・ペイパー                     |
| 1978 | ケニー・デ・マールテレイル         | アラン・ペイパー                 | ミヒャエル・マルクス                 |
| 1979 | トゥーン・ファン・フリート         | ニコライ・トルソフ               | ジャン＝フランソワ・ショラン         |
| 1980 | ウーヴェ・メサーシュミット         | M. ランゲ                        | ホセ・ヨウシマツ                     |
| 1981 | ファビオ・ラナ                     | M. ランゲ                        | ケネット・バーング                   |
| 1982 | マウロ・リベイロ                   | フィリップ・グリヴェル           | チョ・クン・ヘン                     |
| 1983 | アンドレアス・カペス               | ディーン・ウッズ                 | ロバート・ムツィオ                   |
| 1984 | ヴィアチェスラフ・エキモフ         | ヨハン・デヴォス                 | P. ルッキーニ                        |
| 1985 | ロバート・ウォラー                 | ペーター・ナーセンス             | ルイ・デ・コニング                   |
| 1986 | シュテファン・シュタインヴェック   | R. ニールセン                    | ロクサン・ファンデルヴェルデ         |
| 1987 | マルセル・ボイマー                 | シュテファン・シュタインヴェック | エヴゲニー・アナチュキン             |
| 1988 | アンドレアス・バイキルヒ           | クラウディオ・カミン             | ドブリン・ヴァシレフ                 |
| 1989 | パトリック・フェチュ               | モイミル・アンドリス             | ブレット・エイトケン                 |
| 1990 | アレクサンドル・ザイツェフ         | レオン・ファンボン               | ホルガー・シャルト                   |
| 1991 | アレクサンドル・イヴァンキン       | ダニーロ・ホンド                 | マルクス・ツベルク                   |
| 1992 | バーナード・パントン               | アレクサンドル・シモネンコ       | ミルコ・マリアーニ                   |
| 1993 | トルステン・ルント                 | マウロ・トレンティーニ           | ブラッドリー・マギー                 |
| 1994 | マルロン・ペレス                   | ティム・デ・プテル               | ロニー・ラウケ                       |
| 1995 | クリスティアン・レオーニ           | ルネ・サエンス                   | トルステン・ニチェ                   |
| 1996 | ウラディスラフ・ボリソフ           | マシュー・メアニー               | オスカル・カルモナ                   |
| 1997 | マイケル・ロジャース               | リボル・フラヴァツ               | モーテン・ウォス・クリスティアンセン |
| 1998 | セルゲイ・クリモフ                 | イェンス・マウリス               | エマニュエル・ベルトルディ           |
| 1999 | ヴィクトル・ラピンスキ             | ダヴィド・ガルベッリ             | トマス・ヴァイトクス                 |
| 2000 | ダヴィデ・トルテッラ               | ピーター・ドーソン               | イェヴゲニー・ヤコヴレフ             |
| 2001 | ニキータ・エスコフ                 | ヨス・プロンク                   | アーロン・ケンプス                   |
| 2002 | ミハイル・イグナティエフ           | ヴィタリー・コンドルト           | ヒンデン・デ・ヨング                 |
| 2003 | マイルス・オルマン                 | ミカエル・ドラージュ             | ドミトロ・グラボヴスキー             |
| 2004 | マルセル・バルト                   | マイルス・オルマン               | ジェレミ・ブソン                     |
| 2005 | エギディユス・ユルシス             | ミシェル・クレーダー             | ロマン・マキシモフ                   |
| 2006 | オレクサンドル・マルティネンコ     | ジョナサン・ベリス               | トラヴィス・マイヤー                 |
| 2007 | ニキータ・ノヴィコフ               | バウク・カイペル                 | ジェイソン・クリスティー             |
| 2008 | トシュ・ファン・デル・サンデ       | クリストバル・オラバリア         | ルーク・ダーブリッジ                 |
| 2009 | セバスティアン・ランダー           | 元砂勇雪                         | マトヴェイ・ズボフ                   |
| 2010 | ジョーダン・カービー               | ステファヌ・ルモワーヌ           | キリル・スヴェシュニコフ             |
| 2011 | ドメニク・ヴァインシュタイン (GER) | ムエル・ムクルチュヤン (ARM)     | アレックス・フレーム (NZL)           |

#### ケイリン
| 年   | 優勝                     | 2位                        | 3位                        |
| 2002 | マーク・フレンチ         | アンディ・ラカトシュ       | アレクセイ・ハマチェフ     |
| 2003 | 北津留翼                 | ダニエル・トールスン       | ミハイル・シハレフ         |
| 2004 | シェーン・パーキンス     | ダニエル・トールスン       | フランチェスコ・カンダ     |
| 2005 | クリストス・ヴォリカキス | ラファウ・ポペル           | レネ・エンダース           |
| 2006 | ジェイソン・ケニー       | ギレン・ボワロン           | ニコラ・ブラン             |
| 2007 | クリスティアン・ライト   | デヴィッド・ダニエル       | マッテオ・ペルッキ         |
| 2008 | シャリー・コノール       | ソティリオス・ブレタス     | ポール・フェローズ         |
| 2009 | サム・ウェブスター       | リノ・ガスパッリーニ       | アレクサンダー・ライネルト |
| 2010 | マシュー・グレーツァー   | マウリシオ・キロガ         | マシュー・バロノスキー     |
| 2011 | ジュリアン・パルマ (FRA) | ニキータ・シュルシン (RUS) | エドガル・ベルドゥゴ (MEX) |

#### 1kmタイムトライアル
| 年   | 優勝                             | 2位                          | 3位                              |
| 1977 | ライナー・ヘーニシュ             | ミロスラフ・ユネツ           | ハインツ・イズラー               |
| 1978 | フランク・ミルケ                 | セルゲイ・コピロフ           | ハインツ・イズラー               |
| 1979 | フレディ・シュミットケ           | ガディス・ラピンチュ         | ミシェル・コルティノヴィ         |
| 1980 | マイツ・マルチョフ               | A. ロツメリス                | ロブ・ヴァーナー                 |
| 1981 | マルチェッロ・アレクサンドレント | ディルク・シュトライヒャー   | ステファノ・バウディーノ         |
| 1982 | アンドレアス・ガンズケ           | A. サルヴィーニ              | M. スルマヴァ                    |
| 1983 | アラン・ミラー                   | ケネト・レプケ               | C. ユベール                      |
| 1984 | イェンス・グリュックリヒ         | クレイグ・アラン・ショマー   | F.エグナー                       |
| 1985 | シルヴィオ・ボアリン             | ローベルト・レヒナー         | ジョニー・フランク               |
| 1986 | ウラディミル・スルタノフ         | マレク・スコルスキ           | ベルナルド・ゴンサレス・ミナノ   |
| 1987 | ロニー・キルヒホフ               | ユーリ・エミリアノフ         | ベルナルド・ゴンサレス・ミナノ   |
| 1988 | カイ・メルヒャー                 | K.ヴァルチェフ               | セルゲイ・バグマット             |
| 1989 | コンスタンティン・スムリギン     | トム・ステールス             | カイ・メルヒャー                 |
| 1990 | アレクサンドル・フロミフ         | マツィエイ・シュトィキエル   | シェーン・ケリー                 |
| 1991 | ローラン・アカール               | サイモン・ケルステン         | アルド・カペッリ                 |
| 1992 | フロリアン・ルソー               | ダリン・ヒル                 | ミヒャエル・ショイラー           |
| 1993 | ミヒャエル・ショイラー           | アルベルト・ベン・ゲレロ     | セバスティアン・モレロン         |
| 1994 | ヤン・ファン・アイデン           | トニ・オマン                 | ディエゴ・オルテガ               |
| 1995 | ジョシュア・カーステン           | アンドレアス・テレン         | ルカ・コルテラッツィ             |
| 1996 | ダミアン・ジェラール             | クレスチェンツォ・ダモーレ   | ネイサン・クラーク               |
| 1997 | ジェフリー・ホプキンス           | ティム・ズールケ             | アルベルト・ロッド               |
| 1998 | ベン・カーステン                 | ヨスバニ・ポル               | ジェローム・ユプシュウェルラン   |
| 1999 | ベン・カーステン                 | マルコ・ブロッサ             | ジョビー・ダイカ                 |
| 2000 | マーク・レンショー               | アンドリー・ヴィノクロフ     | ニコーロ・マレッリ               |
| 2001 | テオ・ボス                       | マテュー・マンダール         | クリスティアン・スタール         |
| 2002 | ウェイド・コスローヴ             | フランソワ・ペルヴィス       | アーメド・ロペス                 |
| 2003 | フィリップ・ディツェル           | ディディエ・アンリエット     | ドミニク・ハルツァイム           |
| 2004 | マキシミリアン・レヴィ           | カン・ドン・ジン             | ダヴィ＝アレクサンドル・カブロル |
| 2005 | マキシミリアン・レヴィ           | ケヴィン・シロー             | スコット・サンダーランド         |
| 2006 | スコット・サンダーランド         | クリスティアン・ライト       | デヴィッド・ダニエル             |
| 2007 | トーマス・パルマー               | エドワード・ドーキンス       | ダニエル・ラックヴィッツ         |
| 2008 | カンタン・ラファルグ             | トーマス・パルマー           | スコット・ロー                   |
| 2009 | ニコライ・ズルキン               | ロリス・パオーリ             | クジィシュトフ・マクセル         |
| 2010 | バーナード・エスターハイゼン     | ジュリアン・パルマ           | マディソン・ハモンド             |
| 2011 | ジャロン・ガーディナー (AUS)     | ブンジャマン・エドラン (FRA) | マシュー・バラノスキー (USA)     |

#### オムニアム
| 年   | 優勝                 | 2位                          | 3位                      |
| 2007 | グレン・オシェイ     | マイロン・シンプソン         | モリス・カル             |
| 2008 | ルーク・デイヴィソン | モレノ・デ・パウ             | ラモン・ドメネ・レイエス |
| 2009 | ブリアン・コカール   | コンスタンティン・クペラソフ | ニキアス・アルント       |
| 2010 | ブリアン・コカール   | サムエル・ハリソン           | ルーカス・リス           |
| 2011 | カレブ・イワン (AUS) | ロマン・イヴレフ (RUS)       | ダイラン・ケネット (NZL) |

#### 個人追抜
| 年   | 優勝                           | 2位                          | 3位                            |
| 1975 | ロベルト・ディルブンディ       | ホセ・パルマ                 | イゴル・ペリペンコ             |
| 1976 | ロベルト・ディルブンディ       | ゲラルト・モルターク         | M.リチャーズ                   |
| 1977 | ハンス＝ヨアヒム・ポール       | トマス・シュネレ             | ヴィアチェスラフ・スマルコフ   |
| 1978 | アクセル・グロサー             | ヴィクトル・マナコフ         | トマス・シュネレ               |
| 1979 | ガディス・ラピンシュ           | グレッグ・レモン             | フィリップ・シュヴァリエ       |
| 1980 | ダイニス・レイピンシュ         | マリオ・クマー               | ウーヴェ・トローマー           |
| 1981 | ラインハルト・アルバー         | マラト・ガネーフ             | マルティン・パリス             |
| 1982 | カルステン・ヴォルフ           | マラト・ガネーフ             | ラインハルト・アルバー         |
| 1983 | ディーン・ウッズ               | ミハイル・スヴェシュニコフ   | ロイ・クニックマン             |
| 1984 | ディーン・ウッズ               | ヴィアチェスラフ・エキモフ   | ミハイル・スヴェシュニコフ     |
| 1985 | アルトゥーラス・カスプティス   | ロバート・ウォラー           | ゲイリー・アンダーソン         |
| 1986 | セルゲイ・ヴォドピアノフ       | ジャンルカ・ボルトラーミ     | ダヴィド・ソラーリ             |
| 1987 | エヴゲニー・アナシュキン       | マルセル・ボイマー           | ミヒャエル・リッヒ             |
| 1988 | ドミトリ・ネリュービン         | エヴゲニー・アナシュキン     | ネイサン・ページ               |
| 1989 | ドミトリ・ネリュービン         | ヴァシル・ヤコヴレフ         | セルヴァイス・クナーヴェン     |
| 1990 | ヴァシル・ヤコヴレフ           | ティム・オシャネシー         | コンスタンティン・ゴルバチェフ |
| 1991 | ロマン・サプリヒネ             | アントン・フェルマーク       | ジョージ・ヒンカピー           |
| 1992 | ロマン・サプリヒネ             | アレクサンドル・シモネンコ   | ボグダン・ボンダリエフ         |
| 1993 | ブラッドリー・マギー           | クリスティアン・ビアンキーニ | トルシュテン・ルント           |
| 1994 | ブラッドリー・マギー           | トルシュテン・ルント         | ルーク・ロバーツ               |
| 1995 | ルーク・ロバーツ               | マシュー・メアニー           | ダニエル・ベッケ               |
| 1996 | マシュー・メアニー             | ダニエル・ベッケ             | ティモシー・ライオンズ         |
| 1997 | マルコ・ヘセルシュヴェルト     | マイケル・ロジャース         | クリスティアン・バッハ         |
| 1998 | ブラッドリー・ウィギンス       | ダニエル・パリツキ           | トゥエ・ホウルバーグ・ハンセン |
| 1999 | アンドリュー・メイソン         | ニコラス・グラハム           | ダニエル・シュレーゲル         |
| 2000 | ヴォロディミル・デュデャ       | トマス・ヴァイトクス         | アレクサンドル・セロフ         |
| 2001 | クリストフ・メシェンモーザー   | ヴォロデイミル・デュデャ     | スヴェン・クラウス             |
| 2002 | マーク・ジェミーソン           | ミハイル・イグナティエフ     | セルゲイ・ウラコフ             |
| 2003 | アレクサンドル・ハトゥンツェフ | マイケル・フォード           | クリス・パスコ                 |
| 2004 | マイケル・フォード             | ザシャ・ダムロフ             | パトリック・グレチュ           |
| 2005 | アンドリュー・テナント         | サム・ビューリー             | イヴァン・ロヴニー             |
| 2006 | キャメロン・マイヤー           | ウェスリー・ゴフ             | ジェシー・サージェント         |
| 2007 | トラヴィス・マイヤー           | エヴゲニー・コヴァレフ       | リー・ハワード                 |
| 2008 | テイラー・フィニー             | ロハン・デニス               | ジェイソン・クリスティー       |
| 2009 | マイケル・ヘップバーン         | コンスタンティン・クペラソフ | イヴァン・サヴィツキー         |
| 2010 | ラーセ・ノーマン・ハンセン     | デイル・パーカー             | ヴィクトル・マナコフ           |
| 2011 | パク・サンホーン (KOR)         | モーリツ・シャフナー (GER)   | ジャクソン・ロー (AUS)         |

#### 団体追抜
| 年   | 優勝 | 2位 | 3位 |
| 1975 | ソビエト連邦 イゴル・ペリペンコ セルゲイ・ブロツィン ヴィアチェスラフ・クシュティン エヴゲニー・イェリサロフ         | 東ドイツ マルティン・ヘルテル ユルゲン・リポルト ハンス＝ヨアヒム・マイシュ ゲラルト・モルターク             | イタリア ナツァレーノ・ベルト チェザーレ・チポッリーニ ジュゼッペ・フロージ ダンテ・モランディ                       |
| 1976 | 東ドイツ ゲラルト・モルターク デトレフ・マハ ユルゲン・リポルト オラフ・ヒル                                         | イタリア シルヴェストロ・ミラーニ ロベルト・ボナンツィ ダンテ・モランディ ドメニコ・ペッレグリーノ           | ソビエト連邦 ニコライ・マカロフ ニコライ・セドゥロ ペーター・チェヴァドフ ヴァレリ・ウラエフ                         |
| 1977 | 東ドイツ トマス・シュネレ ハンス＝ヨハヒム・ポール ロビー・ゲルラッハ ユルゲン・クマー                               | 西ドイツ クリスティアン・ゴルドシャグ ラルフ・ヴィッケ マルクス・イントラ ボード・ツェーナー                 | ソビエト連邦 ウラチェスラフ・スマロフ アレクサンドル・クラスノフ アレクサンドル・ムスタヴィネ ヴィクトル・マナコフ   |
| 1978 | ソビエト連邦 アレクサンドル・クラスノフ ニコライ・クズネツォフ ヴィクトル・マナコフ イヴァン・ミチェンコ             | 西ドイツ フランク・エンガー マルクス・イントラ ミヒャエル・マウエ ペーター・シュタラ                         | 東ドイツ ベルント・ディテルト ミヒャエル・コラー アクセル・グロサー トマス・シュネレ                                 |
| 1979 | ソビエト連邦 ガディス・リエピンシュ ダイニス・リエピンシュ ウラディミル・バルク ユーリ・ペトロフ                     | フランス ダニエル・パンデル フィリップ・シュヴァリエ ジャン＝フランソワ・デュリ フランソワ・ジュレン         | 西ドイツ フレディ・シュミットケ アンドレアス・ズケールト ギュンター・コーベク ゲルンハルト・シュトリットマター       |
| 1980 | ソビエト連邦 アンドリス・ロツメリス ダイニス・レイピンシュ マルティン・パリス セルゲイ・アグポフ                     | 東ドイツ マリオ・クマー フランク・クーン ウーヴェ・トロマー ゲラルト・ブーダー                               | イギリス ピアース・ヘウィット ゲリー・サドラー ダリル・ウェブスター アンソニー・メイヤー                             |
| 1981 | ソビエト連邦 ダイニス・グランティンシュ マルティン・パリス マラト・ガネーフ ユーリ・カサコフ                         | 東ドイツ フランク・ジゲルコーヴェ カルステン・ヴォルフ シュテーフェン・プラーニツァー トマス・ラダッツ       | フランス パスカル・カッラーラ ブルーノ・ウォイティネク クリスティアン・ノワレ ドミニク・ルクロク                     |
| 1982 | ソビエト連邦 ウラディミル・ディアチェンコ ヴァシリ・シュプンドフ アルマンド・フレイマニス ヴァレリ・グリンスコヴスキ | 東ドイツ カルステン・ヴォルフ トマス・ラダッツ ジーグルト・ミュラー アイケ・バックハウス                     | デンマーク · ラース・オットー・オルセン · ペーター・クラウゼン · イェーゲン・ファルクベル · ケネット・レプケ         |
| 1983 | デンマーク · ケネット・レプケ · マーク・クーバッハ · ラース・オットー・オルセン · クラウス・キュンデ                 | アメリカ合衆国 ティム・ヒンツ クレイグ・アラン・ショマー ロイ・クニックマン キット・カイル                   | イタリア ワルテル・ツィーニ ジャンニ・ボルトラッツォ ステファノ・ボスキーニ オルランド・ゴルディーニ                 |
| 1984 | ソビエト連邦 ヴィアチェスラフ・エキモフ エヴゲニー・ムリン ミハイル・スヴェシュニコフ ディミトリ・デンコフ           | 東ドイツ フランク・エグナー フォルカー・キルン ミヒャエル・コター ジーグルト・ミュラー                       | デンマーク · クラウス・キュンデ · ジョニー・フランク · Kenneth Lyngholm · Torben Steen Jakobsen                      |
| 1985 | 東ドイツ トマス・リーゼ シュテフェン・ブロホヴィッツ ウーヴェ・プライスラー ミヒャエル・ボック                       | イタリア ファビオ・ラガッツィ ？ アンジェロ・デンティ ファビオ・バルダート                                   | ソビエト連邦 アレクサンドル・クラウス Art?ras Kasputis Aleksandr Tolkatchev Anatoly Veselov                          |
| 1986 | ソビエト連邦 セルゲイ・ヴォドピアノフ レミギウス・ルペイキス アイダ・クリマヴィチュス ドラゴス・チヴィンスキ         | 東ドイツ ディルク・フォーゲル ヨルク・パヴェルチィク アンドレアス・バッハ トマス・リーゼ                     | イタリア ジャンルカ・ボルトラーミ ダヴィド・ソラーリ ファビオ・バルダート エンドリオ・レオーニ                       |
| 1987 | ソビエト連邦 ヴァディム・クラヴシェンコ ミハイル・オルロフ ディミトリ・ズダノフ ヴァレリ・ブタロ                     | イタリア ジョヴァンニ・ロンバルディ ジャンルカ・ゴリーニ アンドレア・コッリネッリ イヴァン・ベルトラーミ     | 東ドイツ Guido Fulst Jorg Pawelczyk Frank Demel Jurgen Weber                                                         |
| 1988 | ソビエト連邦 ドミトリ・ネリュビン アレクサンドル・ゴンチェンコフ ヴァレリ・ブタロ エヴゲニー・アナシュキン           | オーストラリア ダレン・ウィンター ネイサン・ページ マーク・キングスランド デヴィッド・ビンク                 | 東ドイツ ギド・フルスト ユルゲン・ヴァーナー インゴ・クラウス マティアス・フリーデル                                 |
| 1989 | ソビエト連邦 ドミトリ・ネリュビン オレグ・クレヴツォフ セルゲイ・ベロスカレンコ オレグ・プレトニコフ                 | オーストラリア サイモン・ラルダー ブレット・エイトケン デヴィッド・ビンク ネイサン・ページ                   | 東ドイツ ヤン・キュフネルト アンドレアス・ノイマン ヤン・ノルデン ハイコ・リュヒェル                                 |
| 1990 | ソビエト連邦 アレクサンドル・エロシェンコ オレグ・バフメティエフ ウラディミル・クリヴォノス セルゲイ・ゴロヴコ       | 東ドイツ マルク・クロイスヒャー オリヴァー・カール スヴェン・ラントヴェールカンプ オラフ・ポラク             | オーストラリア スチュアート・オグレディ ダミアン・マクドナルド マシュー・ギルモア ティム・オシャネシー               |
| 1991 | ソビエト連邦 ニコライ・クズネツォフ ロマン・サプリヒン アレクサンドル・イヴァンキン アントン・シャンティル           | ドイツ イェルク・ヴォールラウプ ダニーロ・ホンド オラフ・ポラク ザシャ・ヘンリックス                         | オーストラリア スチュアート・オグレディ ロドニー・マギー ヘンク・フォーゲルス リー・ブライアン                       |
| 1992 | ソビエト連邦 ロマン・サプリヒン アントン・シャンティル イゴル・ソロヴィエフ アレクセイ・ブヤコフ                     | ドイツ マルク・オバーマン リュディーガー・クニシュペル マルクス・ケックニッツ ダニーロ・ホンド               | オーストラリア マシュー・ホワイト バーナード・パントン ロドニー・マギー ネイサン・オニール                           |
| 1993 | ドイツ ロニー・ラウケ ディルク・ロネレンフィッチュ トルシュテン・ルント ホルガー・ロト                               | チェコスロバキア オンドジェイ・ソセンカ ヨゼフ・ザブカ ヤクブ・サラ パヴェル・ブドニ                         | ニュージーランド イーモン・ギルバート リー・マックスウェル・ヴァートンゲン ジュリアン・ディーン ブレント・ジョンソン |
| 1994 | オーストラリア ブラッドリー・マギー イアン・クリスティソン グリッグ・ホマン ルーク・ロバーツ                         | ドイツ ハイコ・ション ロニー・ライケ ルッツ・ビルケンカンプ ミヒャエル・ヴァーナー                           | イタリア マウリツィオ・センプリーニ マッシモ・フェッラレット アレッサンドロ・ロータ ヴィンチェンツォ・モンテロッソ   |
| 1995 | オーストラリア イアン・クリスティソン ティモシー・ライオンズ マシュー・メアニー ルーク・ロバーツ                     | ドイツ シュテファン・シュレク トルシュテン・ニチェ クラウス・ムチュラー ダニエル・ベッケ                     | チェコ · マルティン・ブラーハ · ペトル・クラサ · パトリック・ペフ · ヨセフ・ドウトナツ                               |
| 1996 | オーストラリア ティモシー・ライオンズ マシュー・スパーノン ルーク・クス マシュー・メアニー                           | ドイツ シュテファン・シュレク ゼバスティアン・ジードラー ダニエル・ベッケ ローベルト・カイザー               | イタリア クリスティアン・ペポーリ モレーノ・ピッツォクリ アレックス・ダル・クルティーレ マッテオ・カッコ             |
| 1997 | オーストラリア グレーム・ブラウン スコット・デイヴィス ブレット・ランカスター マイケル・ロジャース                   | ドイツ ローベルト・カイザー マルコ・ヘセルシュヴェルト エリック・バウマン クリスティアン・バッハ             | イタリア マヌエル・クインツィアート イヴァン・ラヴァイオーリ ルカ・バラッツッティ フランチェスコ・コラヴィート       |
| 1998 | ドイツ ダニエル・パリキ マルク・アルトマン ダニエル・シュレーゲル マルク・シュナイダー                               | イタリア フィリッポ・ポッツァート アンジェロ・チッコーネ パオロ・メナスパ ジョルダーノ・コロンビーニ         | チェコ · リボル・フラヴァツ · ヨセフ・カンコヴスキ · スタニスラフ・コズベク · ミハエル・ムレツェキ                   |
| 1999 | オーストラリア アンドリュー・マソン ピーター・ドーソン キーラン・キャメロン ニコラス・グラハム                       | ドイツ マルク・アルトマン マルクス・フォーテン ダニエル・シュレーゲル クリスティアン・ミュラー               | イタリア マウリツィオ・ビオンド フィリッポ・ポッツァート ファビオ・ロヴァート ルカ・カプッツォ                       |
| 2000 | リトアニア · トマス・ヴァイトクス · シマス・ラグオカス · ヴィタウタス・カウパス · セルゲユス・アピオンキナス         | フランス ウィイアン・ボネ ロマン・ジャンテル ニコラ・ルソー グレゴリ・ベルナール                             | ロシア ニキータ・エスコフ パヴェル・ブルット アレクサンドル・セロフ アルマズ・ベグジーヌ                             |
| 2001 | フランス オレリアン・マンゴ セバスティアン・グレオ ケヴァン・グレン ファビアン・サンチェス                           | ドイツ クリストフ・メシェンモーザー カール＝クリスティアン・ケーニヒ ヘニング・ボメル ローベルト・ベングシュ | ロシア アレクセイ・シュミット イリャ・クレスティアニノフ ロマン・パラモノフ アレクセイ・チュノソフ                   |
| 2002 | ロシア イリャ・クレスティアニノフ アレクサンドル・ハトゥンツェフ セルゲイ・ウラコフ ミハイル・イグナティエフ         | オーストラリア マーク・ジェミーソン ショーン・フィニング ニコラス・サンダーソン クリストファー・サットン     | チェコ · ペトル・レヒナー · リハルド・オンリアス · ダヴィド・ストゥドニツカ · ルボル・コシツカ                       |
| 2003 | ロシア ミハイル・イグナティエフ ニコライ・トルソフ アントン・ミンドリン キリル・デムラ                               | ドイツ フランク・シュルツ シュテファン・シェファー ザシャ・ダムロフ クリスティアン・クックス                 | オーストラリア マイケル・フォード クリス・パスコ ショーン・フィニング アンドリュー・ワイパー                         |
| 2004 | オーストラリア マイルズ・オルマン マイケル・フォード マシュー・ゴス サイモン・クラーク                               | ドイツ マティアス・ハーン シュテファン・シェファー パトリック・グレチュ ザシャ・ダムロフ                     | ロシア アンドレイ・クリュエフ セルゲイ・コレスニコフ イヴァン・コヴァレフ アレクセイ・バイエル                       |
| 2005 | ニュージーランド サム・ビューリー ダレン・シェア ウェスリー・ゴフ ジェシー・サージェント                             | イギリス ロス・サンダー アンドリュー・テナント スティーヴン・バーク イアン・スタンナード                     | オーストラリア ザッカリ・デンプスター キャメロン・マイヤー ミッチェル・ペアーソン マシュー・ペティット               |
| 2006 | オーストラリア キャメロン・マイヤー トラヴィス・マイヤー ジャック・ボブリッジ リー・ハワード                         | ニュージーランド ジェシー・サージェント シェム・ロドガー ウェスリー・ゴフ シェーン・アーチボルド             | イギリス ジョナサン・ベリス スティーヴン・バーク アレックス・ダウセット ピーター・クナウフ                           |
| 2007 | オーストラリア リー・ハワード トラヴィス・マイヤー ジャック・ボブリッジ グレン・オシェイ                             | ロシア エヴゲニー・コヴァレフ キリル・バラノフ ニキータ・ノヴィコフ アレクサンドル・ペトロヴスキー           | イタリア ジャコモ・ニッツォーロ パオロ・ロカテッリ エリア・ヴィヴィアーニ ルカ・ピリーニ                             |
| 2008 | オーストラリア ルーク・デイヴィソン ロハン・デニス ルーク・ダーブリッジ トーマス・パルマー                           | ロシア コンスタンティン・クペラソフ アルトゥル・エルショフ ヴィクトル・シュマルコ マトヴェイ・ズボフ         | ニュージーランド ジェイソン・クリスティー ルアラド・マクレオド アーロン・ゲイト Michael Vink                         |
| 2009 | ロシア コンスタンティン・クペラソフ ヴィクトル・マナコフ イヴァン・サヴィツキー マトヴェイ・ズボフ                   | オーストラリア マイケル・ヘップバーン ルーク・ダーブリッジ ピーター・ロフト デイル・パーカー                 | ドイツ ニキアス・アルント ルーカス・リス クリストファー・ムヒェ ケルステン・ティーレ                                 |
| 2010 | オーストラリア ジャクソン・ロー エドワード・ビサカー ジョーダン・カービー ミッチェル・ラヴロック＝フェイ             | イギリス サムエル・ハリソン オワイン・ドゥル ダニエル・マクレイ サイモン・イェーツ                           | ドイツ ルーカス・リス マキシミリアン・ベイアー クリストファー・ムヒェ ケルステン・ティーレ                           |
| 2011 | オーストラリア ジャック・カミングス アレクサンダー・エドモンソン ジャクソン・ロー アレクサンダー・モーガン           | ロシア ロマン・イヴレフ アレクセイ・リャブキン アンドレイ・サザノフ エヴゲニー・ザテシフロフ                 | ニュージーランド スコット・クレイトン アレックス・フレイム フレイザー・ゴフ ダイラン・ケネット                       |

#### スクラッチ
| 年   | 優勝                           | 2位                            | 3位                                      |
| 2002 | ウィム・ストルティンハ         | セバスティアン・フレイ         | アレックス・ラスムセン                   |
| 2003 | セバスティアン・デプランク     | カミル・クチィンスキ           | ダニエル・ソーセン                       |
| 2004 | ジェライント・トーマス         | ルイス・マンシリャ             | アレクサンドル・プリューシキン           |
| 2005 | フィリップ・クライン           | オレクサンドル・ポリヴォダ     | ロイク・ペリッツォーロ                   |
| 2006 | ピーター・クナウフ             | モルガン・ラモワソン           | ヴァシレイオス・ガラニス                 |
| 2007 | トラヴィス・マイヤー           | ピオトル・カスペルヴィチュ     | アンヘル・プルガル                       |
| 2008 | ミハエル・フィンヘルリング     | カルロス・リナレス・サンブラノ | アレクサンデル・カセリェス               |
| 2009 | ダリオ・ソンダ                 | マティアス・グレーウェ         | モアメド・アディク・ウサイニエ・オトマン |
| 2010 | パヴェル・カルペンコフ         | ブリアン・コカール             | ディディエ・カスペルス                   |
| 2011 | フランティシェク・シスル (CZE) | ムエル・ムクルチュヤン (ARM)   | イオアニス・スパノプロス (GRE)           |

#### 個人スプリント
| 年   | 優勝                     | 2位                            | 3位                            |
| 1975 | オッタヴィオ・ダッツァン | ゲルハルト・シェラー           | ラルフ＝ギド・クシー           |
| 1976 | ルッツ・ヘスリッヒ       | ラルフ＝ギド・クシー           | M.パヴィラーニ                 |
| 1977 | ルッツ・ヘスリッヒ       | セルゲイ・コピロフ             | デットレフ・ウイベル           |
| 1978 | セルゲイ・コピロフ       | M.ホツァン                     | フランク・ミケ                 |
| 1979 | フレディ・シュミットケ   | ミシェル・コルティノヴィス     | ステファーン・デ・クラーヌ     |
| 1980 | マイツ・マルホフ         | オラフ・アルント               | E.ギラシュヴリ                 |
| 1981 | オラフ・アルント         | P. ランパッツォ                | ブルーノ・バヌ                 |
| 1982 | ニコライ・コヴシュ       | ビル・フック                   | マイク・クラニング             |
| 1983 | 清家孝志                 | ニコライ・コヴシュ             | レネ・グラフ                   |
| 1984 | ミヒャエル・シュルツェ   | オマル・ムチェドリシュヴィリ   | イェンス・グリュックリヒ       |
| 1985 | オレグ・ボルズノフ       | ハイコ・ローゼン               | 倉岡慎太郎                     |
| 1986 | ドニ・ルミル             | ウラディミル・スルタノフ       | アイク・ポコルニー             |
| 1987 | アイク・ポコルニー       | トマス・チャゲ                 | フェデリコ・パリス             |
| 1988 | イェンス・フィードラー   | ジャンルカ・カピターノ         | オレグ・ルトシシン             |
| 1989 | ジャンルカ・カピターノ   | ヤロスラフ・イェラベク         | エドゥアルド・グルネル         |
| 1990 | アイナルス・キクシス     | パヴェル・ブラーニ             | ロベルト・キアッパ             |
| 1991 | ロベルト・キアッパ       | パヴェル・ブラーニ             | ダリン・ヒル                   |
| 1992 | イヴァン・クアランタ     | セルゲイ・ボハニセフ           | フロリアン・ルソー             |
| 1993 | ミヒャエル・シェウラー   | アイレック・ウロック           | ダレン・ハリー                 |
| 1994 | フリオ・セサル・エレラ   | カルロ・ボッタレッリ           | 小野俊之                       |
| 1995 | レネ・ウォルフ           | フリオ・セサル・エレラ         | レオナルド・ブランキ           |
| 1996 | レネ・ウォルフ           | アルノー・トゥルナン           | レオナルド・ブランキ           |
| 1997 | ティム・ツールケ         | ケイン・セリン                 | アンドレア・ガラヴェッリ       |
| 1998 | ミカエル・クムネ         | アルノー・ドゥブル             | ジェローム・ユプシュウェルラン |
| 1999 | ジョビー・ダイカ         | マルコ・ヤーガー               | ベン・カーステン               |
| 2000 | ライアン・ベイリー       | ウカシュ・クヴィアトコヴスキ   | アンドリー・ヴィノクロフ       |
| 2001 | マーク・フレンチ         | ローベルト・ゲルハルト         | マテュー・マンダール           |
| 2002 | マーク・フレンチ         | ミヒャエル・ザイデンベッヒャー | フランソワ・ペルヴィス         |
| 2003 | 北津留翼                 | グレゴリー・ボジェ             | ゼバスティアン・ドーラー       |
| 2004 | シェーン・パーキンス     | マイケル・ブラッチフォード     | マキシミリアン・レヴィ         |
| 2005 | マキシミリアン・レヴィ   | ケヴィン・シロー               | ベンヤミン・ヴィットマン       |
| 2006 | ジェイソン・ケニー       | スコット・サンダーランド       | ダニエル・エリス               |
| 2007 | ティエリ・ジョレ         | クリスティアン・ライト         | ピーター・ミッチェル           |
| 2008 | カンタン・ラファルグ     | シャルリー・コノール           | ティエリ・ジョレ               |
| 2009 | サム・ウェブスター       | シュテファン・ボティヒャー     | クリスティアン・タマヨ         |
| 2010 | マシュー・グレーツァー   | シュテファン・ボティヒャー     | マディソン・ハモンド           |
| 2011 | ジョン・ポール (GBR)     | ジュリアン・パルマ (FRA)       | マックス・ニーダーラク (GER)   |

#### チームスプリント
| 年   | 優勝                                                                                | 2位                                                                             | 3位                                                                                     |
| 1998 | フランス ミカエル・クムネ トマ・モンタノ アルノー・ドゥブル                         | オーストラリア ジョビー・ダイカ ジョシュア・ロガシュ ベン・カーステン           | イタリア マルコ・ブロッサ マルコ・ガルツォット マッティア・ヴェッキ                     |
| 1999 | オーストラリア ジョビー・ダイカ マーク・レンショー ベン・カーステン                 | イタリア マルコ・ブロッサ ニコーロ・マレッリ ミケーレ・ベネッティ               | ドイツ マルコ・ヤーガー ペーター・クレーメン ダーヴィト・ローラー                       |
| 2000 | オーストラリア ライアン・ベイリー ジェイソン・ニブレット マーク・レンショー         | ロシア セルゲイ・ボリソ デニス・テレネン ニコライ・ドミトリエフ                 | イタリア ニコーロ・マレッリ ジョヴァンニ・カリーニ マッティア・トレヴィザン             |
| 2001 | オーストラリア マーク・フレンチ カイアル・スチュアート ジェイソン・ニブレット       | フランス マテュー・マンダール フランソワ・ペルヴィス ミカエル・ミュラ           | ドイツ ローベルト・ゲルハルト ミヒャエル・ザイデンベッヒャー ザシャ・ハルテルト         |
| 2002 | フランス ミカエル・ミュラ グレゴリー・ボジェ フランソワ・ペルヴィス                 | ドイツ ミヒャエル・スピース ミヒャエル・ザイデンベッヒャー ドミニク・クローネス | チェコ · フィリップ・ディツェル · ヤロスラフ・フレンドル · ダニエル・レブル             |
| 2003 | ドイツ ゼバスティアン・ドーラー ドミニク・ハルツハイム ダニエル・ギーゼ             | ロシア アントン・ルドイ デニス・ドミトリエフ ストヤン・ヴァセフ                 | ポーランド パヴェル・コスツィエハ カミル・クチィンスキ ミハウ・トカジュ                 |
| 2004 | ドイツ ベンヤミン・ヴィットマン ローベルト・フェルステマン マキシミリアン・レヴィ   | 日本 大西祐 菅田壱道 柴崎淳                                                     | オーストラリア シェーン・パーキンス ダニエル・ソーセン コリー・ヒース                   |
| 2005 | ドイツ マキシミリアン・レヴィ ベンヤミン・ヴィットマン レネ・エンダース             | フランス ケヴィン・シロー アレクサンドル・ヴォラン ミカエル・ダルメダ           | オーストラリア ダニエル・エリス ジェレミー・ホッグ スコット・サンダーランド             |
| 2006 | イギリス ジェイソン・ケニー クリスティアン・ライト デヴィッド・ダニエル             | オーストラリア バイロン・デイヴィス スコット・サンダーランド ダニエル・エリス   | ギリシャ クリストス・ヴォリカキス ザフェイリス・ヴォリカキス アレクサンドロス・フロロス |
| 2007 | イギリス ピーター・ミッチェル クリスティアン・ライト デヴィッド・ダニエル           | フランス シャルリー・コノール ティエリ・ジョレ カンタン・ラファルグ             | オーストラリア バイロン・デイヴィス ジェイソン・ホロウェイ トーマス・パルマー           |
| 2008 | フランス カンタン・ラファルグ ティエリ・ジョレ シャルリー・コノール                 | オーストラリア スコット・ロー ピーター・ルイス ベン・サンダース                 | ポーランド グジェゴジェ・ドレイギエル カロル・カスプジィク ラファウ・サルネクト         |
| 2009 | ニュージーランド キャメロン・カーワウスキー イーサン・ミッチェル サム・ウェブスター | ドイツ エリック・エングラー エリック・バルツァー シュテファン・ボティヒャー     | ポーランド パヴェウ・ラスコヴスキ カツペル・レスニアク クジィシュトフ・マクセル         |
| 2010 | フランス ケヴィン・ギロ ベンヤミン・エドラン ジュリアン・パルマ                     | オーストラリア マシュー・グレーツァー ジェイミー・グリーン マディソン・ハモンド | ドイツ シュテファン・ボティヒャー フィリップ・ヒンデス ローベルト・カンター             |
| 2011 | ドイツ パスカル・アッカーマン ベンヤミン・コーニヒ マックス・ニーダーラク           | フランス ベンヤミン・エドラン アントニー・ジャケ ジュリアン・パルマ             | ロシア ヴィクトル・ネナスティン アレクサンドル・シャラポフ ニキータ・シュルシン         |

### 女子

#### 500mタイムトライアル
| 年   | 優勝                             | 2位                                | 3位                                  |
| 1998 | ラーナ・デマート                 | ダニエーラ・クラウスニッツァー     | セリーヌ・ニヴェール                 |
| 1999 | ダニエーラ・クラウスニッツァー   | ケリー・メアーズ                   | ラーナ・デマート                     |
| 2000 | ケリー・メアーズ                 | クリスティン・ムヒェ               | マティルド・ドゥトルリュアンニュ     |
| 2001 | アンナ・メアーズ                 | クリスティン・ムヒェ               | クララ・サンチェス                   |
| 2002 | エリーザ・フリゾーニ             | エミリー・ジャノ                   | イェニファー・シュトローシュナイダー |
| 2003 | 郭爽                             | 王茜                               | エミリー・ジャノ                     |
| 2005 | リサンドラ・ゲラ                 | リュボフ・シュリカ                 | サンディ・クレール                   |
| 2006 | サンディ・クレール               | リュボフ・シュリカ                 | カーリー・マカラク                   |
| 2007 | クリスティーナ・フォーゲル       | 黄亭茵                             | ザビーネ・ブレチュナイダー           |
| 2008 | クリスティーナ・フォーゲル       | ヴィクトリア・バラノヴァ           | オリヴィア・モントバン               |
| 2009 | ツォン・ティアンシ               | レベッカ・ジェイムス               | オリヴィア・モントバン               |
| 2010 | 李慧珍                           | タニア・カルボ                     | アナスタシア・ヴォイノヴァ           |
| 2011 | アナスタシア・ヴォイノヴァ (RUS) | ヴィクトリア・ウィリアムソン (GBR) | ダリア・シュメレヴァ (RUS)           |

#### ポイントレース
| 年   | 優勝                                       | 2位                              | 3位                              |
| 1989 | スヴェトラナ・サモフヴァロヴァ             | サリー・ドーズ                   | ジェシカ・グリエコ               |
| 1990 | イーナ＝ヨーコ・トイテンベルク             | ジェシカ・グリエコ               | エレナ・チャリフ                 |
| 1998 | ヴェラ・カッララモフ                       | オルガ・ザベリンスカイア         | ドロタ・チィンシャク             |
| 1999 | ナデイダ・ウラソヴァ                       | ロッチェル・ギルモア             | ジュリエット・ヴァンドケルクオヴ |
| 2000 | フェラ・クドーデル                         | アシュリー・キメット             | ジュリエット・ヴァンドケルクオヴ |
| 2001 | ジョルジャ・ブロンツィーニ                 | ディアナ・エルメンタイテー       | ナタリア・ボヤルスカヤ           |
| 2002 | ラルシン・リュエグ                         | 顧宋恩                           | シメイ・フ                       |
| 2003 | ミル・オルマン                             | アグネ・バグドナヴィチウーテー   | ラウラ・テレ                     |
| 2005 | アンドレア・ヴォルファー                   | ラシュリー・ブキャナン           | イリナ・ゼムリャンスカヤ         |
| 2006 | ミー・ラコタ                               | エリス・ファン・ハヘ             | エヴゲニア・ロマニュタ           |
| 2007 | ジョセフィン・トミック                     | ヘニ・リオス                     | イライダ・ガルシア               |
| 2008 | ミーガン・ダン                             | ヴァレンティーナ・スカンドラーラ | ジェンマ・ダッドリー             |
| 2009 | ミーガン・ダン                             | エレーナ・チェッキーニ           | 上野みなみ                       |
| 2010 | ユリー・レト                               | ローラ・トロット                 | グロリア・ロドリゲス             |
| 2011 | マリア・ジュリア・コンファロニエーリ (ITA) | イングリ・ドレクセル (MEX)       | ソフィー・ウィリアムソン (NZL)   |

#### ケイリン
| 年   | 優勝                             | 2位                              | 3位                            |
| 2002 | エリーザ・フリゾーニ             | ウェンヤ・シ                     | アナスタシア・チュルコヴァ     |
| 2003 | レベッカ・ボルゴ                 | ヤーネ・ゲリシュ                 | エカテリナ・メルズリキナ       |
| 2005 | クロエ・マクファーソン           | 朴銀美                           | アンナ・ブライス               |
| 2006 | アンナ・ブライス                 | アナスタシア・ロズコヴァ         | シャルレーネ・デーレフ         |
| 2007 | ヴィクトリア・バラノヴァ         | ジョセフィン・バトラー           | モニク・サリヴァン             |
| 2008 | クリスティーナ・フォーゲル       | オリヴィア・モントバン           | ジャダ・バルツァン             |
| 2009 | レベッカ・ジェイムス             | エカテリナ・グニデンコ           | アネット・エドモンソン         |
| 2010 | エカテリナ・グニデンコ           | ホリー・ウィリアムス             | サラ・コンソラーティ           |
| 2011 | アナスタシア・ヴォイノヴァ (RUS) | ステファニー・マッケンジー (NZL) | ジェニファー・ヴァレント (USA) |

#### オムニアム
| 年   | 優勝                         | 2位                          | 3位                        |
| 2009 | ミーガン・ダン               | ジュリア・ドナート           | ガブリエラ・スラモヴァ     |
| 2010 | ローラ・トロット             | イザベラ・キング             | コリン・リヴェラ           |
| 2011 | テイラー・ジェニングス (AUS) | アリンダ・ボンダレンコ (RUS) | イングリ・ドレクセル (MEX) |

#### 個人追抜
| 年   | 優勝                               | 2位                            | 3位                            |
| 1987 | ジェニー・アイクホフ               | カテリーヌ・マルサル           | アンヤ・フィドゼーラー         |
| 1988 | カテリーヌ・マルサル               | スヴェトラナ・ゴロヴニア       | ガブリエッラ・プレニョラート   |
| 1989 | スヴェトラナ・サモフヴァロヴァ     | ナターシャ・デン・アウデン     | アインオア・オストラサ         |
| 1990 | エレナ・チャリフ                   | ジェシカ・グリエコ             | ズルフィヤ・ザビロワ           |
| 1991 | ジェシカ・グリエコ                 | ハンカ・クフェルナーゲル       | シメンコ・ジョチンク           |
| 1992 | ハンカ・クフェルナーゲル           | エレナ・チャリフ               | アンケ・ヴィフマン             |
| 1993 | マリア・ヨンヘリング               | サラ・ウルマー                 | アンケ・ヴィフマン             |
| 1994 | サラ・ウルマー                     | ユーディト・アルント           | オレリー・グスティル           |
| 1995 | ナレル・ピーターソン               | ナンシー・コントレラス         | ミラ・カスリン                 |
| 1996 | レイチェル・リンク                 | ザビーネ・メイアー             | パーニレ・ランゲルンド         |
| 1997 | アレイナ・バーンズ                 | ギンタナ・グルオディテー       | モニカ・トィブルスカ           |
| 1998 | アレイナ・バーンズ                 | アリソン・ライト               | レギーナ・レトケ               |
| 1999 | ジュリエット・ヴァンドケルクオヴ   | キャサリン・ベイツ             | ラーナ・デマート               |
| 2000 | ジュリエット・ヴァンド・ケルクオヴ | キャサリン・ベイツ             | シャルロッテ・ベッカー         |
| 2001 | フェラ・クドーデル                 | サラ・ハマー                   | シャルロッテ・ベッカー         |
| 2002 | アレクシス・ロードス               | フリー・クルツケ               | ミランダ・フィールリング       |
| 2003 | ジェシー・マクリーン               | エグル・セラナウスカイテー     | マルライン・ビネンダイク       |
| 2004 | マルライン・ビネンダイク           | ビアンカ・ロジャース           | キンバリー・ゲイスト           |
| 2005 | レスヤ・カリトヴスカ               | ビアンカ・ロジャース           | キンバリー・ゲイスト           |
| 2006 | レスヤ・カリトヴスカ               | ローレン・エリス               | ペタ・ムレンス                 |
| 2007 | ジョセフィン・トミック             | サラ・ケント                   | ローレン・エリス               |
| 2008 | アシュリー・アンカディノフ         | サラ・ケント                   | ジェマ・ダドリー               |
| 2009 | マイケラ・アンダーソン             | アミー・キュア                 | ハンナ・ソロヴェイ             |
| 2010 | アミー・キュア                     | ローラ・トロット               | マルリエス・メヒアス           |
| 2011 | ミーケ・クローガー (GER)           | ジョージア・ウィリアムス (NZL) | アレクサンドラ・シェキナ (RUS) |

#### 団体追抜
| 年   | 優勝                                                                          | 2位                                                                                       | 3位                                                                                               |
| 2008 | オーストラリア アシュリー・アンカディノフ サラ・ケント ミーガン・ダン         | ニュージーランド ジェマ・ダドリー キャス・ジョーダン セコイア・クーパー                   | ベルギー ジョリアン・ドール エヴェライン・アライス ジェシー・ダームス                             |
| 2009 | オーストラリア マイケラ・アンダーソン ミーガン・ダン メリッサ・ホスキンス     | ロシア エレナ・リシュマノヴァ リディア・マラホヴァ マリア・ミシナ                         | オランダ アミー・ピータース ウィナンダ・スポール ロット・ファン・フック                           |
| 2010 | オーストラリア アミー・キュア イザベラ・キング マイケラ・アンダーソン         | ニュージーランド エリザベス・スティール アレクサンドラ・ニームス ジョージア・ウィリアムス | オランダ ラウラ・ファン・デル・カンプ クラウディア・コステル ケリー・マルクス                     |
| 2011 | オーストラリア ジョージア・ベーカー テイラー・ジェニングス エミリー・ロッパー | ロシア アリナ・ボンダレンコ アレクサンドラ・シェキナ スヴェトラナ・カシリナ               | イタリア ベアトリーチェ・バルテッローニ マリア・ジュリア・コンファロニエーリ キアラ・ヴァッヌッチ |

#### スクラッチ
| 年   | 優勝                           | 2位                        | 3位                        |
| 2002 | エカテリナ・メルズリキナ       | 顧宋恩                     | ベリンダ・ゴス             |
| 2003 | ミリアン・モロー               | エカテリナ・メルズリキナ   | 李敏慧                     |
| 2005 | スカイ・リー・アームストロング | エリザベス・アーミステッド | エヴゲニア・ロマニュタ     |
| 2006 | エリス・ファン・ハヘ           | エヴゲニア・ロマニュタ     | テス・ダウニング           |
| 2007 | イライダ・ガルシア             | バルバーラ・グアリシ       | アンナ・モズバッハ         |
| 2008 | ミーガン・ダン                 | ジェマ・ダドリー           | コリーン・ヘイダック       |
| 2009 | アミー・キュア                 | ルツィエ・ザレスカ         | アレクサンドラ・ソセンコ   |
| 2010 | アミー・キュア                 | ハリエット・オーウェン     | エレナ・チェッキーニ       |
| 2011 | ジェニファー・ヴァレント (USA) | ジョージア・ベイカー (AUS) | キャシー・キャメロン (NZL) |

#### 個人スプリント
| 年   | 優勝                             | 2位                              | 3位                                |
| 1987 | ジェニー・アイクホフ             | ナタリー・ランシアン＝エヴァン   | ヴィタ・ブラクマネー               |
| 1988 | フェリシア・バランジェ           | マリア・エヴィタイェヴァ         | イザブル・ヌギアン・ヴァン・テュ   |
| 1989 | マガリ・ユンベール＝フォル       | サラ・フェッローニ               | ヴァレンティナ・リパ               |
| 1990 | カトリン・フライターク           | ユリーテ・レチュ                 | タティアナ・バルマソヴァ           |
| 1991 | カトリン・フライターク           | ジェシカ・グリエコ               | ユリーテ・レチュ                   |
| 1992 | カトリン・フライターク           | 王艶                             | クリス・ウィッティ                 |
| 1993 | イーナ・ハイネマン               | ミッチェル・フェリス             | ナタリア・ツィリンスカヤ           |
| 1994 | イーナ・ハイネマン               | ロベルタ・パッソーニ             | ミッチェル・フェリス               |
| 1995 | ロベルタ・パッソーニ             | エヴェリン・ボスケット           | ミーガン・ヒューズ                 |
| 1996 | ミラ・カスリン                   | カトリン・マインケ               | エヴェリン・ボスケット             |
| 1997 | カトリン・マインケ               | ユマリ・ゴンサレス               | ロシーリー・ヒューバード           |
| 1998 | ロシーリー・ヒューバード         | ラーナ・デマート                 | ダニエーラ・クラウスニッツァー     |
| 1999 | セリーヌ・ニヴェール             | タミラ・アバソヴァ               | アンナ＝マリア・スカフェッタ       |
| 2000 | クリスティン・ムヒェ             | ヴァレンティーナ・アレッシオ     | マティルド・ドゥトルリュアンニュ   |
| 2001 | サラ・ウール                     | クリスティン・ムヒェ             | ヴァレンティーナ・アレッシオ       |
| 2002 | エリーザ・フリゾーニ             | エカテリナ・メルズリキナ         | イェニファー・シュトロシュナイダー |
| 2003 | 郭爽                             | 凛阿劉                           | アナスタシア・チュルコヴァ         |
| 2004 | 郭爽                             | 陳阿兪                           | ミーリアム・ヴェルテ               |
| 2005 | リサンドラ・ゲラ                 | アンナ・ブライス                 | エロディ・アンリエット             |
| 2006 | リュボフ・シュリカ               | アンナ・ブライス                 | サンディ・クレール                 |
| 2007 | クリスティーナ・フォーゲル       | ジェシカ・ヴァーニッシュ         | シャルレーネ・デーレフ             |
| 2008 | クリスティーナ・フォーゲル       | アネット・エドモンソン           | ヴィクトリア・バラノヴァ           |
| 2009 | レベッカ・ジェイムス             | エカテリナ・グニデンコ           | 島天師                             |
| 2010 | 李慧珍                           | エカテリナ・グニデンコ           | ホリー・ウィリアムス               |
| 2011 | アナスタシア・ヴォイノヴァ (RUS) | ステファニー・マッケンジー (NZL) | ヴィクトリア・ウィリアムソン (GBR) |

#### チームスプリント
| 年   | 優勝                                                             | 2位                                                                  | 3位                                                            |
| 2007 | ドイツ クリスティーナ・フォーゲル ザビーネ・ブレットシュナイダー | チャイニーズタイペイ · 林淑萍 · 黄亭茵                               | ロシア ヴィクトリア・バラノヴァ エレナ・メルニシェンコ         |
| 2008 | フランス マガリ・バウダッチ オリヴィア・モントバン               | ポーランド アレクサンドラ・ドレイジエル コルネリア・マチュカ         | ロシア ヴィクトリア・バラノヴァ ガリナ・ストレルツォヴァ       |
| 2009 | フランス オリヴィア・モントバン マガリ・バウダッチ               | ドイツ シャルロット・アルント クリスティーナ・コンズルケ             | ロシア エカテリナ・グニデンコ オルガ・フデンコ                 |
| 2010 | ロシア アナスタシア・ヴォイノヴァ エカテリナ・グニデンコ         | ニュージーランド ステファニー・マッケンジー ヘンリエッタ・ミッチェル | オーストラリア アデル・シルヴェスター ホリー・ウィリアムス     |
| 2011 | ロシア アナスタシア・ヴォイノヴァ ダリア・シュメレヴァ           | オーストラリア テイラー・ジェニングス アデル・シルヴェスター         | ニュージーランド ステファニー・マッケンジー ペイジ・パターソン |